# Joshua Gomez
Joshua Eli Gomez (ur. 20 listopada 1975 w Bayonne, w stanie New Jersey) – amerykański aktor filmowy i telewizyjny hiszpańskiego pochodzenia.
Jest młodszym bratem aktora Ricka Gomeza.
Gomez pojawił się w powracającej roli technika komputerowego Jamesa Mackeroya w serialu CBS Bez śladu (Without a Trace, 2005–2006).
Wziął również udział w kampanii reklamowej koncernów informatycznych IBM, sieci restauracji typu fast food Wendy’s (Ranch Tooth) i przedsiębiorstwa Garmin.
Jako aktor głosowy, Gomez zagrał postać Baralai w grze Final Fantasy X-2 obok swego brata, jak i Parkera w grze Turok. Miał też mały udział na początku w grze BioShock jako Johnny.
We wrześniu 2007 roku otrzymał główną rolę jako Morgan Grimes, przyjaciel tytułowego bohatera serialu NBC Chuck. W prawdziwym życiu Gomez kontynuuje znajomość z Zachary Levi.

## Filmografia

### Filmy kinowe
- 2003: Ostatni biegacz (Last Man Running) jako J.J.
- 2004: Dziewczyny z drużyny 2 (Bring It On Again) jako Sammy Stinger

### Seriale TV
- 2001: Prawo i porządek (Law & Order) jako Edwin Morales
- 2005–2006: Inwazja (Invasion) jako Scott
- 2005–2006: Bez śladu (Without a Trace) jako James Mackeroy
- 2007: Union Jackass jako Julio
- 2007–2012: Chuck jako Morgan Grimes
- 2008: Buy More jako Morgan Grimes
- 2008: Hero Factor
- 2009: Imagination Movers jako kapitan Kiddo

### Gry komputerowe
- 2003: Final Fantasy X-2 jako Baralai
- 2005: Call of Duty 2
- 2005: Call of Duty 2: Big Red One
- 2006: Armored Core 4 jako Celo
- 2007: BioShock
- 2008: Turok jako Parker